# Kaap Juby

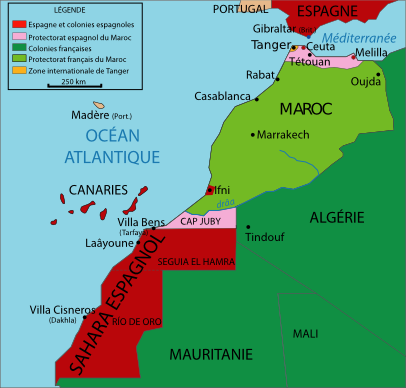
Kaart van de Spaanse Sahara met het protectoraat Kaap Juby

Kaap Juby (Spaans: Cabo Juby) is een kaap aan de zuidkust van Marokko, niet ver van de grens met de Westelijke Sahara en ten oosten van de Canarische Eilanden.
Van 1916 tot 1946 behoorden de kaap en het achterland tot de kolonie Spaans Marokko. In 1946 werd het met de zuidelijker gelegen protectoraten Saguia el Hamra en Río de Oro  verenigd tot de kolonie Spaans West-Afrika. In 1952 kwam ook de kolonie Ifni erbij. Spaans West-Afrika werd in 1958 weer opgeheven: Kaap Juby werd overgedragen aan Marokko, Ifni werd weer een aparte kolonie en Saguia el Hamra en Río de Oro bleven nog tot 1975 een kolonie van Spanje. 
De hoofdstad van het gebied is gesticht door de Spanjaarden als Villa Bens, het huidige Tarfaya. De stad was vernoemd naar Francisco Bens die in 1916 Kaap Juby voor Spanje heeft veroverd. Naar de hoofdstad Tarfaya staat het gebied ook bekend als de Tarfaya Strip. De gehele Tarfaya Strip heeft een oppervlakte van 33.000 km². 